# Simone Deromedis
Simone Deromedis (Trento, 2 aprile 2000) è uno sciatore freestyle italiano, specializzato nello ski cross.

## Biografia
All'età di 3 anni Deromedis si è avvicinato allo sci presso la pista del passo Predaia, entrando successivamente nello Sci club Anaune, con il quale a 12 anni disputò le prime gare di sci alpino. Contemporaneamente iniziò a praticare lo skicross e all'età di 15 anni gli allenatori della nazionale italiana lo contattarono e iniziò ad allenarsi con loro. Nel 2021 ha iniziato a gareggiare per il Centro Sportivo dell'Esercito italiano e nel 2022 si è arruolato nelle Fiamme Gialle.
Il 12 dicembre 2021 nella gara di Coppa del Mondo di Val Thorens, in Francia,  ha ottenuto il terzo posto, riportando l'Italia sul podio della disciplina dopo quasi 16 anni dal secondo posto di Karl Heinz Molling ottenuto il 3 febbraio 2006 a Špindlerův Mlýn, in Repubblica Ceca). Ha fatto parte della spedizione italiana ai Giochi olimpici invernali di Pechino 2022, classificandosi 5° nella gara di ski cross. Il 26 febbraio 2023 ha conquistato la medaglia d'oro ai campionati mondiali di Bakuriani, regalando all'Italia il primo oro iridato della storia nel freestyle. Il 28 gennaio 2024 vince la sua prima gara di Coppa del Mondo a Sankt Moritz, secondo italiano a riuscirvi dopo lo stesso Molling nel 2004.

## Palmarès

### Mondiali
- 1 medaglia:
  - 1 oro (ski cross a Bakuriani 2023)

### Coppa del Mondo
- Miglior piazzamento nella Coppa del Mondo di ski cross: 2º nel 2025
- 16 podi:
  - 5 vittorie
  - 7 secondi posti
  - 4 terzi posti

#### Coppa del Mondo - vittorie
| Data             | Luogo        | Paese    | Disciplina |
| ---------------- | ------------ | -------- | ---------- |
| 28 gennaio 2024  | Sankt Moritz | Svizzera | SX         |
| 11 febbraio 2024 | Bakuriani    | Georgia  | SX         |
| 12 dicembre 2024 | Val Thorens  | Francia  | SX         |
| 1º febbraio 2025 | Veysonnaz    | Svizzera | SX         |
| 28 febbraio 2025 | Gudauri      | Georgia  | SX         |

Legenda:

SX = ski cross